# سردرد
سردرد یکی از شایع‌ترین شکایت‌های بیماری‌ها است که در بیشتر موارد عِلَلی خوش‌خیم دارد و نیاز به درمان خاصی جز علامت درمانی ندارد، ولی در بعضی از موارد بسیار شدید و غیرقابل تحمل یا نشانه بیماری‌های خطرناک مانند تومور مغزی است. درمان سردرد بستگی به عامل ایجادکننده سردرد دارد.

## انواع سردرد
سردرد به دو دستهٔ اولیه و ثانویه تقسیم می‌شود. سردردهای اولیه عبارتند از: «میگرن»، سردرد خوشه‌ای و سردرد مزمن روزانه. سردردهای ثانویه علل و پاتولوژیهای متعددی دارند. بخش بزرگی از سردردها عصبی‌اند، حدود ۹۸ درصدشان خوش‌خیم و قابل بهبودند و یک تا دو درصد از سردردها نیز به دلیل «تومور مغزی» یا ضایعه مغزی رخ می‌دهند.

## سردردهای شایع

### میگرن
میگرن معمولاً با تپش‌های منظم و شدید در یکی از نواحی سر همراه است و علائمی همانند تهوع، استفراغ، حساسیت شدید به نور و صدا دارد.
یکی از شایعترین انواع سردرد است، عمدتاً به تدریج شروع می‌شود، معمولاً یک طرفه است و ۴ تا ۷۲ ساعت طول می‌کشد. طی میگرن شخص به‌طور غیرعادی احساس خستگی و کسالت می‌کند. سپس حالت تهوع، استفراغ، اختلالات بینایی و اغلب بیزاری از نور دارد.

### سردرد تنشی یا هیجانی
شایعترین نوع سردرد است، خطرناک نیست، اما مکرراً رخ می‌دهد. سردرد تنشی شایعترین نوع سردرد است و اغلب در اثر استرس و فشارهای عاطفی و عصبی ایجاد می‌شود. بیشتر بالغین این نوع سردرد را تجربه کرده‌اند. علت آن انقباض عضلات کاسه سر، گردن، شانه و صورت است و مهم‌ترین دلیل هم هیجانات عصبی است. درد معمولاً در شقیقه‌ها، پیشانی و مواردی پشت سر وجود دارد، درد اغلب به گونه ای است که بیمار احساس می‌کند، فشاری از بیرون سر به آن وارد می‌شود، درست مانند آن که سر درمیان گیره ای قرار دارد. بیمار ممکن است تهوع پیدا کند، اما به استفراغ دچار نمی‌شود. این درد می‌تواند ۳۰ دقیقه تا ۷ روز ادامه داشته باشد. سردردهای تنشی اگر با استفراغ و تب، تاری دید، اختلال در تکلم، سستی دست و پاها، کاهش هوشیاری، حملات شدید و ضعف عمومی همراه باشند، باید جدی گرفته شود و حتماً به پزشک مراجعه شود.

### سردرد مربوط به سینوس‌ها
نوعی سردرد خفیف تا متوسط است که عموماً در صورت، پل بینی، یا در گونه‌ها احساس می‌شود و ممکن است همراه با احتقان بینی یا آبریزش از بینی باشد. در همهٔ سنین افراد را گرفتار می‌کند و به نظر می‌رسد که افرادی که آلرژی دارند، مستعدترند. این سردرد ممکن است ساعت‌ها طول بکشد و اغلب سردردی فصلی است. این سردرد اغلب در ناحیه پیشانی متمرکز می‌شود. این دردها با حرکت سر و دراز کشیدن تشدید می‌شود و پس از بیدار شدن از خواب به حداکثر شدت خود می‌رسد. این سردردها با درمان التهاب یا عفونت سینوس‌ها مرتفع می‌شوند.

### سردرد مختلط
در موارد نادر، برخی از انواع سردرد وجود دارند که محققان معتقدند سردردهای مختلطند و علائمی ما بین سردرد تنشی و میگرن دارند. چنین مواردی وقتی رخ می‌دهند که علائم و درمان این دو سردرد در برخی از افراد به خوبی قابل افتراق نیست. برای مثال سردرد تنشی‌ای که بسیار شدید باشد و درد تیز و ضربان داری داشته باشد بسیار شبیه به سردرد میگرنی است. به علاوه هنگامی‌ که سردرد میگرنی متناوباً روی دهد، درد آن شبیه به سردرد تنشی احساس خواهد شد.

### سردرد خوشه‌ای
این نوع سردرد شدیدترین درد را به همراه دارد. معمولاً، درد هر روز در یک ساعت معین بروز می‌کند و ممکن است روزها، هفته‌ها یا حتی ماه‌ها طول بکشد. در هنگام شروع حمله، دردی شدید و کشنده در یک طرف سر احساس می‌شود و ممکن است آبریزش بینی و چشم از همان طرف سر آغاز شود.

### علائم شایع سردرد خوشه‌ای
- درد شدید و آزار دهنده که معمولاً در داخل یا اطراف یک چشم متمرکز شده‌است، اما ممکن است به سایر قسمت‌های سر، صورت، گردن و شانه‌ها نیز کشیده شود.
- سردرد یک طرفه
- بیقراری و تشویش
- ریزش شدید اشک
- قرمزی چشم
- گرفتگی یا آبریزش بینی در یک طرف سر
- عرق شدید در پیشانی یا صورت
- رنگ‌پریدگی یا برافروختگی صورت
- ورم اطراف چشم در یک طرف سر
- افتادگی پلک ⑷

### ویژگی‌های سردرد خوشه ای
دوره خوشه ای معمولاً از شش تا ۱۲ هفته طول می‌کشد. تاریخ شروع و مدت هر دوره خوشه ای ممکن است از دوره ای به دوره دیگر متفاوت باشد
- سردرد معمولاً در هر روز، گاهی چند بار در روز اتفاق می‌افتد.
- یک حمله تنها می‌تواند از ۱۵ دقیقه تا سه ساعت طول بکشد.
- حملات اغلب در هر زمان یک بار اتفاق می‌افتد.
- بیشتر حملات در شب اتفاق می‌افتد، معمولاً یک تا دو ساعت پس از رفتن به رختخواب.
- درد به‌طور ناگهانی به پایان می‌رسد، به شدت کاهش می‌یابد.

### سردرد ناشی از مننژیت یا عفونت
درد در این بیماران به صورت فشرده‌است و تمام سر را فرا می‌گیرد، با استراحت کاهش می‌یابد و با حرکت بدنی تشدید می‌شود. وجود علایمی چون تب و سفتی گردن به تشخیص این نوع سردرد کمک می‌کند.

### سردرد به علت تومور مغزی
سردرد به علت تومور مغزی معمولاً متناوب و در اوایل صبح شدیدتر است و بیشتر ماهیت حمله‌ای دارد. با حرکت سر، بلند کردن بار، عطسه و به ویژه سرفه تشدید می‌شود. معمولاً سردرد همراه با اختلالات خواب همراه است و گاهی بیمار به علت سردرد از خواب بیدار می‌شود.

### سردرد به علت فشار خون بالا
سردرد در این بیماران، معمولاً زمانی آغاز می‌شود که فشار خون به حدود ۲۰ بر روی ۱۲ رسیده باشد. این نوع سردرد غالباً در ناحیه پس سر است و با درمان فشار خون در اکثر موارد از بین می‌رود.

### سردرد ناشی از بیماری‌های چشمی
[عیوب انکساری چشم]، سبب پیدایش سردردهای مکرر در ناحیه پیشانی به خصوص هنگام مطالعه یا تماشای تلویزیون می‌شود.

### سردرد ناشی از عفونت دندان
سردرد ناشی از عفونت دندان نیز از ناحیه صورت شروع و به تدریج به تمام سر منتشر می‌شود و با درمان عفونت دندانی، درد از بین می‌رود.

### سردرد آلرژیک
سردرد آلرژیک نیز نوع دیگر سردرد است که بر اثر تماس فرد با ماده حساسیت زا ایجاد می‌شود. معمولاً همراه با این نوع سردرد، سایر علایم حساسیت مثل گرفتگی بینی، آبریزش بینی، سرفه، عطسه و گاهی اسهال دیده می‌شود و کنترل حساسیت معمولاً به کنترل سردرد منجر می‌شود.

### سردرد رعدآسا
بعضی از سردردها به‌طور ناگهانی پدید می‌آیند که به آن سردردهای رعدآسا گفته می‌شود و ممکن است عوامل خطرناکی مانند پارگی آنوریسم مغزی، تومور مغزی، خونریزی مغزی یا سکته هموراژیک، ترومیوز سینوس وریدی یا انسداد سینوس‌های وریدی به وسیله لخته خون موجب بروز این نوع از سردرد شود. این نوع سردردها شدید است و ممکن است بیمار دچار ضعف شدید، فلج، کاهش سطح هوشیاری حتی کما و گاهی موجب مرگ بیمار نیز شود.
اگر دچار سردرد شدیدی شدید که تا کنون آن را تجربه نکرده‌اید یا سردرد شما به سمت بدتر شدن پیش می‌رود، تا کنون تجربه ای مشابه آن نداشتید یا همراه با تهوع، از دست دادن هوشیاری، استفراغ، گیجی یا همراه با از دست دادن تعادل شدید زنگ خطر برایتان روشن شده‌است، در این موارد سریع با اورژانس تماس بگیرید.

### سردرد التهابی
سردرد التهابی (Inflammatory headaches) – این نوع سردردها نشانه سایر اختلالات بوده همچون عفونت سینوسی، مننژیت یا سکته مغزی رخ می‌دهد.

### سردردهای پارازیتی
به باور «نبوی»، مدیر بالینی مرکز تحقیقات مغز و اعصاب و علوم شناختی پژوهشگاه رویان کشور ایران، پارازیت‌ها نیز موجب سردرد و مشکلات مغزی می‌شوند:
پارازیت‌ها امواج ماکرو ویو هستند که باعث گرم شدن سلول و تغییرات در بافت ژنتیکی و محتوای پروتئینی سلول‌ها می‌شوند و می‌توانند آسیب‌های فراوانی به همراه داشته باشد ولی اینکه به صورت دقیق در چه مدت زمانی این امواج با چه شدتی آسیب ایجاد می‌کنند، به دلیل نبود مطالعات جدی روی انسان، مشخص نیست ولی در آزمایش‌های حیوانی نتایج بدست آمده نشان می‌دهد که این امواج شامل اختلالات عملکرد مغز، عدم تعادل، نبود تمرکز و سرگیجه می‌شوند.

### سردرد ناشی از سوء مصرف داروی مسکن (MOH)
این نوع از سردرد ناشی از مصرف بی‌رویه داروهای مسکن و در امتداد سردردهای مزمن مانند میگرن مزمن ایجاد می‌شود. مصرف بیش از ۱۵ روز در ماه از داروهای مسکن خانواده تریپتان‌ها یا ارگوتامین‌ها می‌تواند موجب ایجاد این نوع از سردردها شود. سردردهای ناشی از سوء مصرف داروی مسکن شباهت زیادی به سردردهای میگرنی داشته و بسیاری از مبتلایان به میگرن با ابتلا به این نوع از سردرد علی‌رغم درک افزایش شدت و تعداد سردردهای ماهانه خود، متوجه ابتلای خود به نوع جدید سردرد نیستند. این نوع از سردرد با کاهش تدریجی دارو و جایگزینی دارو با داروهای مسکن کم خطر یا روش‌های درمانی مکمل قابل درمان است.